# Mr.X (プロレスラー)
Mr.X（ミスター・エックス、生年不明7月31日 - ）は、日本の覆面レスラー。

## 経歴
- 2001年、プエルトリコ時代のKAIENTAI DOJOに入門。
- 2002年1月4日、プエルトリコの対ブリッツ戦でデビュー。
- 4月20日、ディファ有明で開催されたK-DOJOの旗揚げ戦に合わせて日本に逆上陸。ユニット「X's」を結成。
- 2004年、ユニット「バジリスク」を結成。
- 2009年4月、第七頸椎損傷のため長期欠場に入る。
- 2010年、欠場のままK-DOJOを退団。

## 得意技
Xミッション
DICK DEE

## 入場曲
- 初代 : NOIZE ZONE（SP-MORRY） ※キングレコード「KAIENTAI DOJO」に収録
- 2代目 : Basilisk（A1-joko） ※キングレコード「KAIENTAI DOJO 2」に収録

## タイトル歴
- WEWハードコアタッグ王座
- UWA&UWFインターコンチネンタルタッグ王座
- BWA TV王座

## テレビ出演
- プロレスKING（GAORA）